# The Gunman
The Gunman (Brasil: O Franco-Atirador / Portugal: The Gunman - o Atirador) é um filme hispano-franco-britânico de 2015, do gênero ação, dirigido por Pierre Morel.

## Sinopse
Matador de aluguel querendo se aposentar descobre que foi traído e vai atrás de seus desafetos para acertar as contas.